# Ministerstwo Przemysłu i Handlu Czech
Ministerstwo Przemysłu i Handlu Republiki Czeskiej (cz. Ministerstvo průmyslu a obchodu České republiky, MPO) – utworzone na mocy ustawy nr 474/1992 Sb. o działaniach w systemie organów administracji rządowej korygującej ustawę nr 2/1969 Sb. o powołaniu ministerstw i innych centralnych organów administracji państwowej Czeskiej Republiki Socjalistycznej.

## Kompetencje
Wymieniona ustawa (w § 13) określa, że do zakresu obowiązków MPO należą:
- polityka przemysłowa, polityka handlowa, zagraniczna polityka handlowa i zintegrowana polityka surowcowa
- wykorzystywanie surowców mineralnych
- kwestie dotyczące energii, ogrzewania i gazu,
- wydobycie, rafinacja i przetwarzanie ropy naftowej i gazu ziemnego
- wydobycie paliw stałych, materiałów radioaktywnych, rud i minerałów przemysłowych
- hutnictwo, przemysł maszynowy, elektrycznym, elektroniczny, przemysł chemiczny
- przetwórstwo: ropy naftowej, wyrobów z gumy, tworzyw sztucznych, szkła, ceramiki, tkanin, odzieży, skóry, papieru, celulozy i drewna
- produkcja materiałów budowlanych i produkcja przemysłowa
- gospodarka śmieciowa i złom
- handel wewnętrzny, ochrona konsumentów, handel zagraniczny i promocja eksportu
- małe i średnie przedsiębiorstwa, kwestie dotyczące transakcji
- uchwalanie norm technicznych, meteorologia i przeprowadzanie badań przemysłowych oraz badań rozwoju i technologii
- giełda z wyjątkiem uprawnień Ministerstwa Rolnictwa
- koordynowanie polityki handlu zagranicznego państwa wobec innych krajów
- negocjowanie dwustronnych i wielostronnych umów handlowych i gospodarczych, w tym umów towarowych
- realizacja współpracy biznesowej w ramach Wspólnot europejskich, Europejskiego Stowarzyszenia Wolnego Handlu oraz innych organizacji międzynarodowych i innych grup integracyjnych
- zarządzanie i prowadzenie działań związanych z realizacja systemu licencjonowania w dziedzinie stosunków gospodarczych z zagranicą
- ocena importowanych produktów po cenie dumpingowej i podejmowaniem działań w celu ochrony krajowych przedsiębiorców przed tym procesem
- kontrola i badanie jakości metali szlachetnych
- zarządzanie Inspekcją Energetyczną Republiki Czeskiej, czeską Inspekcją Handlową, Urzędem Analiz i Urzędem Licencyjnym[1]

W zakresie meteorologii:
- regulowanie polityki państwa i sporządzadzanie koncepcji rozwoju meteorologii
- wydawanie przepisów prawa
- zarządzanie Urzędem ds. Normalizacji i Meteorologii oraz Instytutem Meteorologii Republiki Czeskiej
- upoważnianie Urzędu ds. Normalizacji, Meteorologii i Badań oraz Instytut Meteorologii Republiki Czeskiej do wykonywania powierzonych im obowiązków
- reprezentowanie państwa w międzynarodowych instytutach meteorologicznych
- podejmowanie decyzji w sprawie odwołań do Urzędu ds. Normalizacji, Meteorologii i Badań[1]

Od 17 grudnia 2021 roku Ministrem Przemysłu i Handlu jest Jozef Síkela z partii STAN.

## Historia
Zakres obowiązków Ministerstwa w przeszłości był podzielony między kilka ministerstw: Ministerstwa Przemysłu, Ministerstwa Handlu, Ministerstwa Handlu i Turystyki oraz Ministerstwa Planowania.

## Krytyka
Czeski klub sceptyków Ministerstwa Sisifos przyznał Ministerstwu anty-nagrodę (Złoty Głaz) za rok 2010 za wsparcie finansowania sprzętu, którego zadaniem jest ułatwienie wyszukiwania ludzi przez bariery.

## Lista ministrów

### Czechy w składzie Czechosłowacji
Ministrowie Przemysłu w latach 1969–1992
| Lp. |  | Minister        | Partia | Okres urzędowania                  | Rząd                                                                                       |
| --- |  | --------------- | ------ | ---------------------------------- | ------------------------------------------------------------------------------------------ |
| 1.  |  | František Čihák | KSČ    | 8 stycznia 1969 – 29 września 1969 | Rząd Stanislava Rázla                                                                      |
| 2.  |  | Josef Šimon     | KSČ    | 29 września 1969 – 3 stycznia 1971 | Rząd Josefa Kempnego i Josefa Korčáka                                                      |
| 3.  |  | Oldřich Svačina | KSČ    | 3 stycznia 1971 – 19 maja 1978     | Rząd Josefa Kempnego i Josefa Korčáka Drugi rząd Josefa Korčáka Trzeci rząd Josefa Korčáka |
| 4.  |  | Bohumil Urban   | KSČ    | 19 maja 1978 – 18 czerwca 1978     | Trzeci rząd Josefa Korčáka                                                                 |
| 5.  |  | Miroslav Kapoun | KSČ    | 18 czerwca 1978 – 18 czerwca 1986  | Trzeci rząd Josefa Korčáka Czwarty rząd Josefa Korčáka                                     |
| 6.  |  | Petr Hojer      | KSČ    | 18 czerwca 1986 – 29 czerwca 1990  | Rząd Josefa Korčáka, Ladislava Adamca, Františka Pitry i Petra Pitharta                    |
| 7.  |  | Jan Vrba        | OF     | 29 czerwca 1990 – 2 czerwca 1992   | Rząd Petra Pitharta                                                                        |

Ministrowie Handlu i Turystyki w latach 1969–1992
| Lp. |  | Minister          | Partia | Okres urzędowania                  | Rząd                                                                                        |
| --- |  | ----------------- | ------ | ---------------------------------- | ------------------------------------------------------------------------------------------- |
| 1.  |  | Miloslav Kohoutek | KSČ    | 8 stycznia 1969 – 29 września 1969 | Rząd Stanislava Rázla                                                                       |
| 2.  |  | Štěpán Horník     | KSČ    | 29 września 1969 – 3 stycznia 1971 | Rząd Josefa Kempnego i Josefa Korčáka                                                       |
| 3.  |  | Josef Trávníček   | KSČ    | 3 stycznia 1971 – 4 listopada 1976 | Rząd Josefa Kempnego i Josefa Korčáka Drugi rząd Josefa Korčáka                             |
| 4.  |  | Antonín Jakubík   | KSČ    | 4 listopada 1976 – 18 czerwca 1986 | Trzeci rząd Josefa Korčáka Czwarty rząd Josefa Korčáka                                      |
| 5.  |  | Josef Ráb         | KSČ    | 18 czerwca 1986 – 28 marca 1989    | Rząd Josefa Korčáka, Ladislava Adamca, Františka Pitry i Petra Pitharta                     |
| 6.  |  | Karel Erbes       | KSČ    | 28 marca 1989 – 5 grudnia 1989     | Rząd Josefa Korčáka, Ladislava Adamca, Františka Pitry i Petra Pitharta                     |
| 7.  |  | Vlasta Štěpová    | OF     | 5 grudnia 1989 – 2 lipca 1992      | Rząd Josefa Korčáka, Ladislava Adamca, Františka Pitry i Petra Pitharta Rząd Petra Pitharta |

Minister Przemysłu i Handlu w roku 1992
| Lp. |  | Minister        |  | Partia | Okres urzędowania             | Rząd                         |
| --- |  | --------------- |  | ------ | ----------------------------- | ---------------------------- |
| 1.  |  | Vladimír Dlouhý |  | ODA    | 2 lipca 1992 – 2 czerwca 1997 | Pierwszy rząd Václava Klausa |

### Czechy
| Lp. |  | Minister          |  | Partia                                    | Okres urzędowania                        | Rząd                                                               |
| --- |  | ----------------- |  | ----------------------------------------- | ---------------------------------------- | ------------------------------------------------------------------ |
| 1.  |  | Vladimír Dlouhý   |  | ODA                                       | 2 lipca 1992 – 2 czerwca 1997            | Pierwszy rząd Václava Klausa Drugi rząd Václava Klausa             |
| 2.  |  | Karel Kühnl       |  | ODA                                       | 2 czerwca 1997 – 22 lipca 1998           | Drugi rząd Václava Klausa Rząd Josefa Tošovskiego                  |
| 3.  |  | Miroslav Grégr    |  | ČSSD                                      | 22 lipca 1998 – 15 lipca 2002            | Rząd Miloša Zemana                                                 |
| 4.  |  | Jiří Rusnok       |  | ČSSD                                      | 22 lipca 2002 – 19 marca 2003            | Rząd Vladimíra Špidli                                              |
| 5.  |  | Milan Urban       |  | ČSSD                                      | 19 marca 2003 – 4 kwietnia 2006          | Rząd Vladimíra Špidli Rząd Stanislava Grossa Rząd Jiříego Paroubka |
| 6.  |  | Martin Říman      |  | ODS                                       | 4 kwietnia 2006 – 8 maja 2009            | Pierwszy rząd Mirka Topolánka Drugi rząd Mirka Topolánka           |
| 7.  |  | Vladimír Tošovský |  | bezpartyjny, wskazany przez ČSSD          | 8 maja 2009 – 14 lipca 2010              | Rząd Jana Fischera                                                 |
| 8.  |  | Martin Kocourek   |  | ODS                                       | 14 lipca 2010 – 14 listopada 2011        | Rząd Petra Nečasa                                                  |
| 9.  |  | Martin Kuba       |  | ODS                                       | 14 listopada 2011 – 10 lipca 2013        | Drugi rząd Mirka Topolánka                                         |
| 10. |  | Jerzy Cieńciała   |  | bezpartyjny                               | 10 lipca 2013 – 20 stycznia 2014         | Rząd Jiříego Rusnoka                                               |
| 11. |  | Jan Mládek        |  | ČSSD                                      | 29 stycznia 2014 – 13 grudnia 2017       | Rząd Bohuslava Sobotki                                             |
| 12. |  | Tomáš Hüner       |  | bezpartyjny                               | 13 grudnia 2017 – 27 czerwca 2018        | Pierwszy rząd Andreja Babiša                                       |
| 13. |  | Marta Nováková    |  | ANO 2011                                  | 27 czerwca 2018 – 30 kwietnia 2019 nadal | Drugi rząd Andreja Babiša                                          |
| 14. |  | Karel Havlíček    |  | bezpartyjny, rekomendowany przez ANO 2011 | 30 kwietnia 2019 – 17 grudnia 2021       | Drugi rząd Andreja Babiša                                          |
| 15. |  | Jozef Síkela      |  | STAN                                      | 17 grudnia 2021 – nadal                  | Rząd Petra Fiali                                                   |